# Стрільба на літніх Олімпійських іграх 1932
Змагання зі стрільби на літніх Олімпійських іграх 1932 у Лос-Анджелесі відбулися 12-13 серпня. Змагалися лише чоловіки. Розіграно 2 комплекти нагород (по одному в стрільбі з гвинтівки та пістолета). Стільба повернулася в програму Олімпійських ігор після перерви 1928 року.

## Медальний залік
| Дисципліна          | Золото                 | Срібло            | Бронза                             |
| ------------------- | ---------------------- | ----------------- | ---------------------------------- |
| Швидкісний пістолет | Ренцо Моріджі (ITA)    | Гайнц Гакс (GER)  | Домініко Маттеуччі (ITA)           |
| Гвинтівка лежачи    | Бертіль Реннмарк (SWE) | Густаво Ует (MEX) | Золтан Шоош-Руска Градецький (HUN) |

## Країни-учасниці
Змагався 41 стрілець з 10-ти країн:
- Аргентина (2)
- Бразилія (6)
- Німеччина (1)
- Угорщина (3)
- Італія (6)
- Мексика (5)
- Португалія (4)
- Іспанія (5)
- Швеція (3)
- США (6)

## Таблиця медалей
| Місце               | Країна              | Золото | Срібло | Бронза | Загалом |
| ------------------- | ------------------- | ------ | ------ | ------ | ------- |
| 1                   | Італія (ITA)        | 1      | 0      | 1      | 2       |
| 2                   | Швеція (SWE)        | 1      | 0      | 0      | 1       |
| 3                   | Мексика (MEX)       | 0      | 1      | 0      | 1       |
| 3                   | Німеччина (GER)     | 0      | 1      | 0      | 1       |
| 5                   | Угорщина (HUN)      | 0      | 0      | 1      | 1       |
| Загалом (5 збірних) | Загалом (5 збірних) | 2      | 2      | 2      | 6       |